# تل براک (روستا)
تل براک (به عربی: تل براک) یک منطقهٔ مسکونی در سوریه است که در استان حسکه واقع شده‌است.